# Japan Open 1995 (Tennis)
Die Japan Open 1995 waren ein Tennisturnier der WTA Tour 1995 für Damen und ein Tennisturnier der ATP Tour 1995 für Herren in Tokio, welche zeitgleich vom 10. bis zum 16. April stattfanden.